# Werner und Inge Grüter-Preis für Wissenschaftsvermittlung
Der Werner und Inge Grüter-Preis für Wissenschaftsvermittlung wird von der Werner und Inge Grüter-Stiftung seit 1996 einmal jährlich für bestimmte Wissenschaftspublikationen im deutschen Sprachraum vergeben, die sowohl hervorragende Arbeiten auf naturwissenschaftlichen Gebieten darstellen, als auch das Ziel haben, wissenschaftliche Ergebnisse einer breiteren Öffentlichkeit bekanntzumachen. Bevorzugt werden dabei wissenschaftspublizistische Themen der Disziplinen Evolution, Meeresbiologie, Botanik, Paläontologie und Kosmologie prämiert.

## DieWerner und Inge Grüter-Stiftung
Die Werner und Inge Grüter-Stiftung wurde 1994 unter dem Dach des Stifterverbandes für die Deutsche Wissenschaft von dem Neurologen und Psychiater Werner Grüter (1929–2014) und seiner Ehefrau, der Pharmazeutin Inge Grüter, gegründet. Die Stiftung wurde in privatrechtlicher Form errichtet, ist als gemeinnützig anerkannt und hat ihren Sitz in München. Die Verwaltung der Stiftung wurde inzwischen der Münchener Maecenata Management GmbH, einem Dienstleister für gemeinnützige Vereine und Stiftungen, übertragen.
Zweck der Stiftung ist die Förderung von Wissenschaft und Forschung sowie von Bildung im naturwissenschaftlichen Bereich. Ziel der Förderung ist, dass Wissenschaft und Forschung über die Grenzen ihrer jeweiligen Disziplin hinaus Verbreitung finden, wobei die Gebiete Biologie (mit den Schwerpunkten Evolution, Meeresbiologie und Botanik), Paläontologie und Kosmologie bevorzugt gefördert werden sollen.
Die Stiftung verwirklicht ihren Zweck insbesondere durch:
- Vergabe von Preisen für Publikationen im deutschen Sprachraum, die dem Stiftungszweck entsprechen
- Gewährung von Stipendien an deutsche Staatsbürger
- Beschaffung von Mitteln zur Förderung von Wissenschaft, Forschung und Bildung

Die Stiftung wird von einem wissenschaftlichen Beirat begleitet, dem folgende Personen angehören: Werner Grüter (Stifter und Vorsitz), Reinhold Leinfelder (stellvertretender Vorsitz), Jürke Grau und Gerhard Haszprunar.

## DerPreis für Wissenschaftsvermittlung
Der jährlich von der Stiftung ausgeschriebene Werner und Inge Grüter-Preis für Wissenschaftsvermittlung war anfangs mit einem Preisgeld von 20.000 DM dotiert, heute beträgt das Preisgeld 10.000 Euro. Der Preis wird für Arbeiten aus dem deutschen Sprachraum verliehen. Ab dem Jahr 2025 wird der Preis mit 15.000 Euro dotiert.
Es sind Eigenbewerbungen wie Vorschläge Dritter möglich, wobei Bewerbungen jüngerer Wissenschaftler besonders erwünscht sind. Entgegengenommen werden Beiträge aller Formen, wie zum Beispiel Bücher, Artikel in Printmedien, Hörfunk- und Fernsehbeiträge sowie Beiträge im Internet. Rein wissenschaftliche Publikationen können nicht berücksichtigt werden, da mit dem ausgelobten Preis insbesondere die Wissenschaftsvermittlung – über die Grenzen ihrer jeweiligen Disziplinen hinaus – an eine breitere Öffentlichkeit gefördert und gewürdigt werden soll.
Über die Vergabe des Preises entscheidet der Beirat der Stiftung. Der „renommierte[…] ‚Werner und Inge Grüter-Preis für Wissenschaftspublizistik‘“ wird jeweils öffentlich im Rahmen einer Feierstunde verliehen, meist verbunden mit einem Fachvortrag des bzw. der Preisträger. Der Preis kann auch geteilt werden, was in der Zeit von 1996 bis 2010 bei insgesamt 13 Preisvergaben sechsmal der Fall war. 2002 und 2003 erfolgten aus stiftungsinternen Gründen keine Preisvergaben.

## Preisträger
- 1996: Matthias Glaubrecht[2]
- 1997: Peter Wellnhofer / Volker Sommer
- 1998: Irenäus Eibl-Eibesfeldt / Deutsches IYOR-Komitee „International Year of the Reef“, Stuttgart (Leitung: Reinhold Leinfelder)
- 1999: Friedemann Schrenk / Claus Mattheck
- 2000: Uwe George[1]
- 2001: Bernhard Kegel
- 2004: Harald Lesch / Redaktionsteam der Wissenschaftsreihe „Quarks & Co“ des WDR-Fernsehens (Leitung: Ranga Yogeshwar)
- 2005: Günter Bräuer[3]
- 2006: Josef H. Reichholf[4]
- 2007: Patrick Illinger[5]
- 2008: Christian Wild[6]  / Philipe Havlik[6]
- 2009: Martin Meister[7] / Ulf von Rauchhaupt[8]
- 2010: Ulrich Schnabel[9]
- 2012: Carsten Könneker und Spektrum neo[10]
- 2013: Julia Fischer[11]
- 2014: Joachim Wambsganß[12]
- 2016: Jörg Albrecht und Stefanie Kara
- 2017: Sebastian Lotzkat und Lars Abromeit
- 2018: Frank Holl, Helga Zumkowski-Xylander[13]
- 2019: Ulrich Schmid[14]
- 2021: Susanne Foitzik (Hauptpreisträgerin)[15] und Manja Voß (Sonderpreisträgerin)[16]
- 2022: Martin Husemann[17]
- 2025: Romy Zeiss, Elisabeth Bönisch, Rémy Beugnon, Malte Jochum[18]